# Langwies (Arosa)
Langwies (im lokalen Walserdialekt an der Wis oder an der Lenggwis [an dər (leŋg)'ʋɪs], rätoromanisch Prauliungⓘ) ist eine Fraktion der Gemeinde Arosa, Kanton Graubünden.
Bis Ende 2012 bildete sie eine eigenständige Gemeinde. Am 1. Januar 2013 schloss sich Langwies mit den bis dahin ebenfalls selbständigen Gemeinden Calfreisen, Castiel, Lüen, Molinis, Peist und St. Peter-Pagig der Gemeinde Arosa an.

## Geographie
Das Dorf Langwies liegt 14 km (Luftlinie) östlich von Chur im hinteren Schanfigg dort, wo sich drei Quelltäler zum fortan in westlicher Richtung ziehenden Haupttal vereinen: von Süden das Arosertal mit dem Oberlauf der Plessur, von Osten das Sapün und von Nordosten das Fondei.
Auf der westlichen Talseite umfasste das ehemalige Gemeindegebiet den Prätschwald vom Fluss (rund 1300 m ü. M.) bis zu einer etwa auf Kote 1800 verlaufenden felsigen Hangkante, talaufwärts bis zur Talenge oberhalb der Litzirüti. Rechts der Plessur beinhaltete das Territorium das gesamte Einzugsgebiet von Fondeier- und Sapünerbach und darüber hinaus einen 3 km langen Abschnitt des Arosertals vom Fluss bis zum Grat. Talauswärts führte die Grenze von der Mündung des Frauentobels in die Plessur fast in direkter Linie zum Gipfel des Mattjisch Horn (2461 m) und weiter zum Chistenstein (2473 m), dem nördlichsten Punkt des Gebiets. Jenseits des Durannapasses (2116 m) und des Casannapasses (2233 m), die als jeweils breite Sattel vom Fondei ins mittlere Prättigau hinüber führen, bildete durchwegs die Weissflue-Strelakette (Wasserscheide gegen das Landwassertal) die Grenze zur Landschaft Davos. Der von der Weissflue (2843 m, höchster Punkt der ehemaligen Gemeinde) nach Südwesten über Schiahorn (2709 m), Chüpfenflue (2658 m), Mederger Flue (2674 m), Tiejer Flue (2781 m) zum Furggahorn (2727 m) verlaufende Grat wird von der Lücke des Strelapasses (2350 m) unterbrochen, der das hintere Sapün mit Davos verbindet.

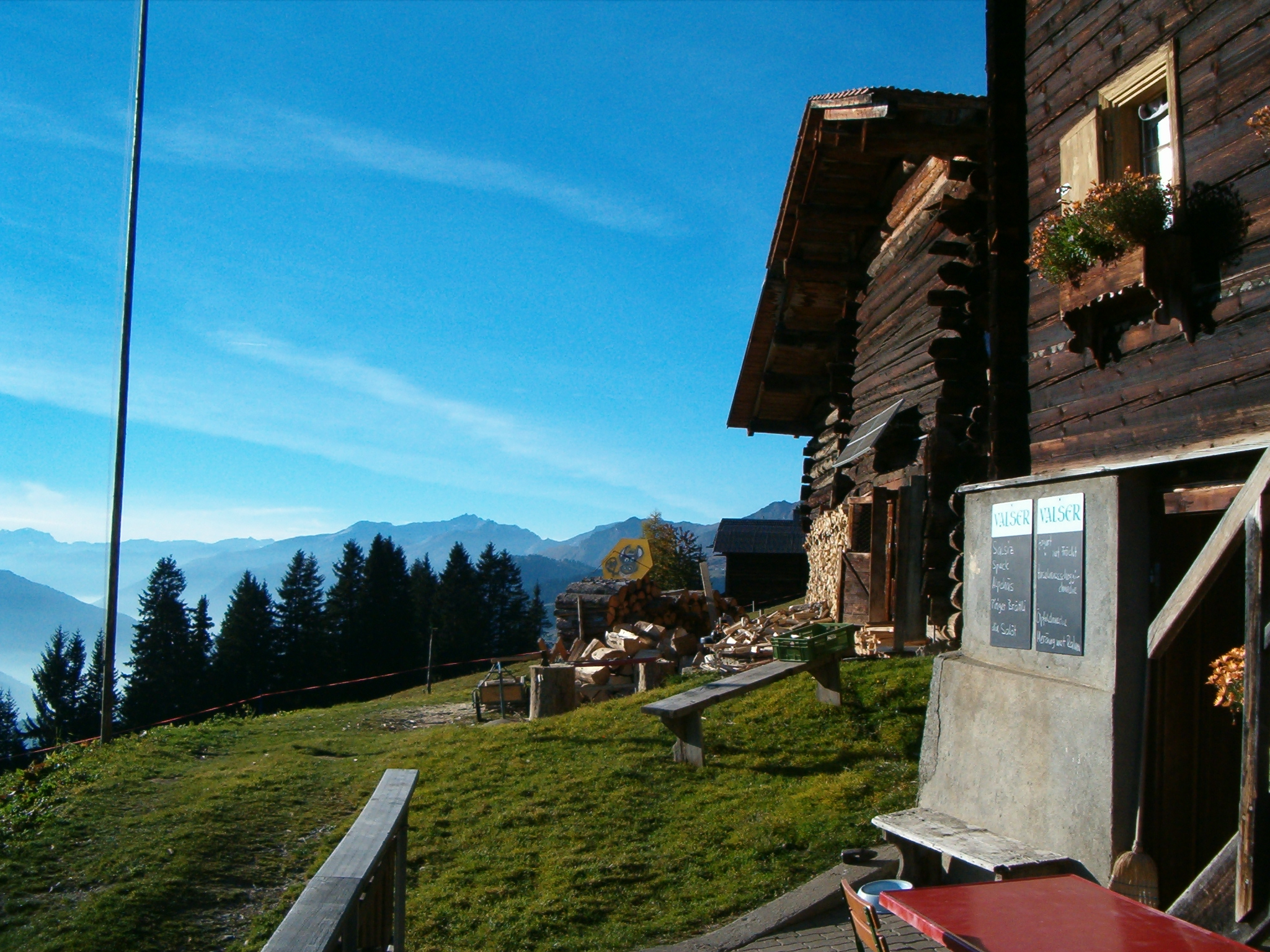
Pirigen oberhalb Langwies

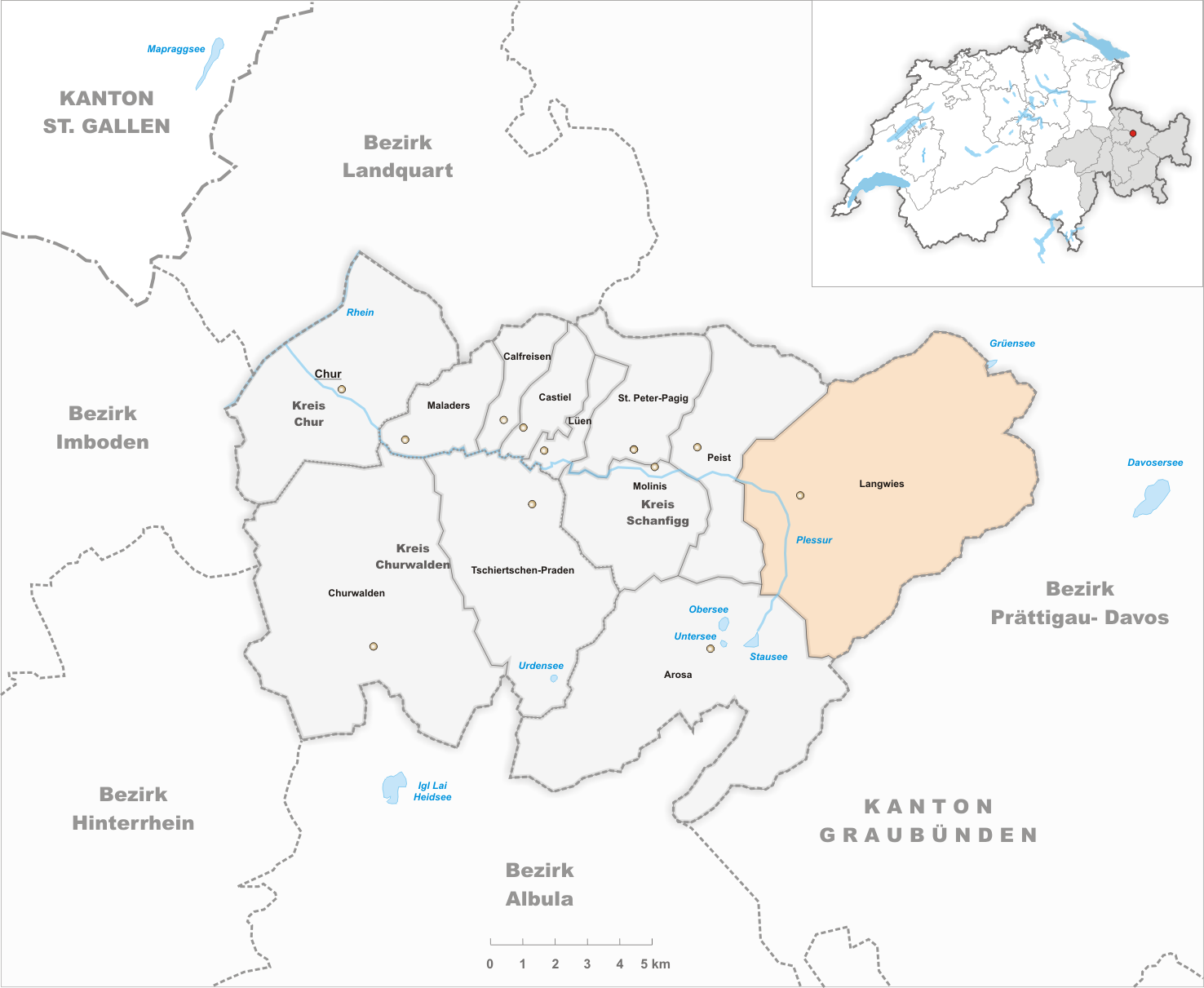
Gemeindestand vor der Fusion am 31. Dezember 2012

Luftbild aus 1800 m von Walter Mittelholzer von 1928

Neben der heutigen Hauptsiedlung, Langwies Platz am rechten Ufer der Plessur nahe der Einmündung des Sapünerbachs, sind auch die talaufwärts gelegenen Weiler Sunnenrüti und Litzirüti ganzjährig bewohnt. Ausserdem zählten zur ehemaligen Gemeinde eine grössere Zahl von ehemaligen Nachbarschaften, zumeist am sonnigen Hang westlich von Langwies Platz gelegen, die Maiensässe Medergen und Pirigen sowie die verstreuten Siedlungen der Täler Fondei (mit Strassberg) und Sapün, die früher bedeutender als Langwies Platz waren, aber seit dem 20. Jahrhundert nur noch im Sommer genutzt werden.
Zu Langwies gehört die Alp Rongg (rätoromanisch für Rodung). Auf der Alp stehen drei Wohnhäuser, von denen eines ganzjährig bewohnt wird. Daneben gibt es noch vier weitere Bauten als genutzte oder ehemalige Stallungen. Bei den Gebäuden handelt es sich um Walserbauten aus dem 19. Jahrhundert, welche für die Region Schanfigg typisch sind.
Vom gesamten ehemaligen Gemeindeareal von fast 55 km² wird beinahe die Hälfte (genau 2675 ha) landwirtschaftlich, meist als Weideland, genutzt. 1509 ha sind unproduktive Fläche (meist Gebirge im Norden und Osten der Gemeinde). Weitere 1237 ha sind von Wald und Gehölz bedeckt, und die restlichen 64 ha sind Siedlungsfläche.

## Geschichte

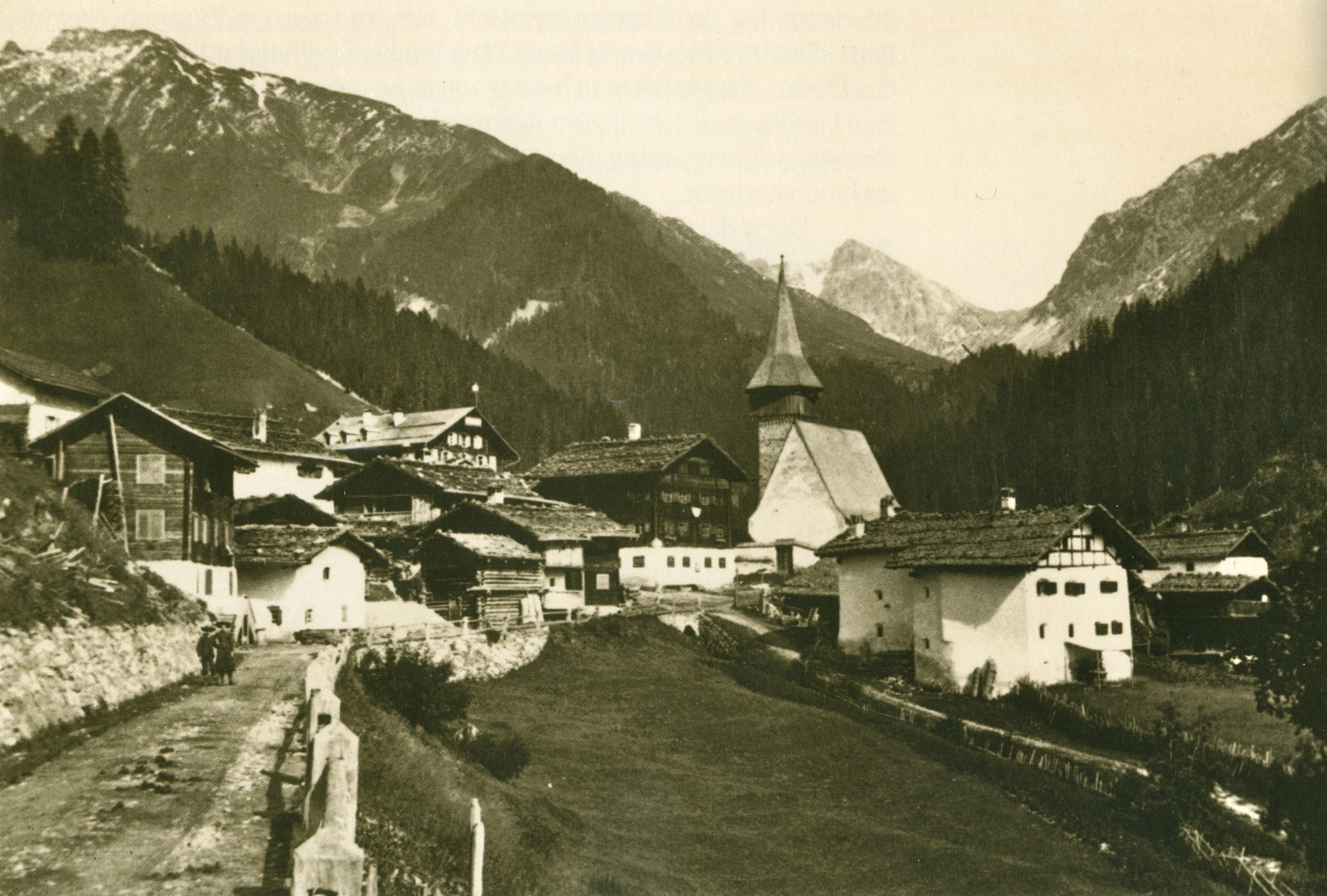
Langwies Platz um 1890

In Fondei wurde eine Lanzenspitze aus der jüngeren Eisenzeit gefunden. Seit dem 13. Jahrhundert lebten einige wenige Romanen im Gebiet. Ab 1273 wurde auf Initiative des Churer Domkapitels und des Klosters St. Luzi das hintere Schanfigg besiedelt, vorerst vom rätoromanischen Peist aus. 1307 begann die Einwanderung von Walsern. Zuerst besiedelten diese nur die hoch gelegenen Teile der früheren Gemeinde wie Fondei, Sapün und Medergen, später siedelten sie auch talwärts. Der deutsche Ortsname erscheint erstmals vermutlich 1300 (Petrus an der Wise), sicher 1384 als Bezeichnung für den Bauplatz der neu zu errichtenden Kirche (guot genannt die Lang wise). Die vielzitierte Urkunde von 998 ist eine Fälschung aus dem Jahre 1656. Wegen Nichtbeachtung neuer Forschungsergebnisse ist dieser Unsinn teils bis in die heutige Geschichtsschreibung weitergetragen worden.
In Langwies, dem Ausgangspunkt zu den Seitentälern, kam 1385 die Marienkirche mit Kollatur beim Kloster Pfäfers zu stehen. Die Gerichtsgemeinde Langwies konstituierte sich gegen 1400 als Zusammenschluss der Nachbarschaften Langwies, Praden, Fondei und Sapün im inneren Schanfigg. Sie genoss gewisse Privilegien, beispielsweise die freie Wahl des Ammanns. Im Gegensatz zum damals rätoromanischen Ausserschanfigg hatte Langwies ein eigenes Niedergericht, wie der Freiheitsbrief von 1441 bestätigt.
Zuerst übten bis 1338 die Freiherren von Vaz, dann bis 1479 diverse andere Herren die Oberherrschaft aus, ehe die Gemeinde unter die Fittiche der Habsburger geriet. Sie gehörte seit 1436 zum Zehngerichtenbund. Trotz österreichischer Herrschaft nahmen die Bewohner 1530 die Neue (reformierte) Lehre an, die der Reformator Philipp Gallicius auch hier verkündet hatte. Die Einwohner wehrten sich in den Bündner Wirren im Jahr 1622 heftig gegen die anrückenden österreichischen Truppen. Zwischen 1652 und 1657 kauften sich die Bewohner von allen Herrschafts- und Lehnsrechten frei.
Mit den Ausserschanfigger Gemeinden sowie Arosa (ab 1857), aber ohne Praden, bildete Langwies 1851 den Kreis Schanfigg innerhalb des Bezirks Plessur. 1875 bis 1877 erfolge der Bau der Fahrstrasse von Chur, 1888 bis 1891 bis nach Arosa. Seit 1914 bestehen die Stationen Langwies und Litzirüti der Bahn Chur–Arosa. Fondei ist nicht mehr ganzjährig bewohnt.
| Wappen von Langwies | Blasonierung: «In Gold schräglinks gestürzte blaue Keule»                 |
| Wappen von Langwies | Motiv nach einem Gerichtssiegel von 1798. Farben des Zehngerichtenbundes. |

## Bevölkerung
| Bevölkerungsentwicklung | Bevölkerungsentwicklung | Bevölkerungsentwicklung | Bevölkerungsentwicklung | Bevölkerungsentwicklung | Bevölkerungsentwicklung |
| ----------------------- | ----------------------- | ----------------------- | ----------------------- | ----------------------- | ----------------------- |
| Jahr                    | 1850                    | 1900                    | 1950                    | 2000                    | 2005                    |
| Einwohnerzahl           | 385                     | 285                     | 383                     | 303                     | 297                     |

Von den Ende 2004 285 Bewohnern waren 271 Schweizer Bürger.

## Politik
Der ehemalige Gemeinderat bestand aus fünf Personen. Die letzte Gemeindepräsidentin war Dorothea Mattli-Salzgeber, die Witwe Jöri Mattlis.

## Wirtschaft
Früher lebte die Einwohnerschaft von der Landwirtschaft, hauptsächlich Viehzucht. Heute verdienen die meisten Beschäftigten ihr Geld direkt oder indirekt im Fremdenverkehr. Mit Stand 2000–01 waren 51 Personen in der Land- und Forstwirtschaft beschäftigt, 4 im gewerblichen Bereich und 73 im Dienstleistungssektor.

### Tourismus
In den Ortsteilen Platz und Litzirüti gibt es zusammen vier Hotels (rund 6500 Logiernächte im Jahr 2005) und etwa 30 Ferienwohnungen. Die Häuser in den Weilern Fondei, Sapün und Medergen wurden grösstenteils zu Ferienhäusern umgebaut. Im Sommer können Wander- und Velotouren unternommen, im Winter die Pisten der Nachbargemeinde Arosa genutzt werden. Langwies selbst bietet Winterwander- und Schlittelwege. Grösster Anlass ist die jährlich im Spätsommer stattfindende Arosa ClassicCar.

### Verkehr

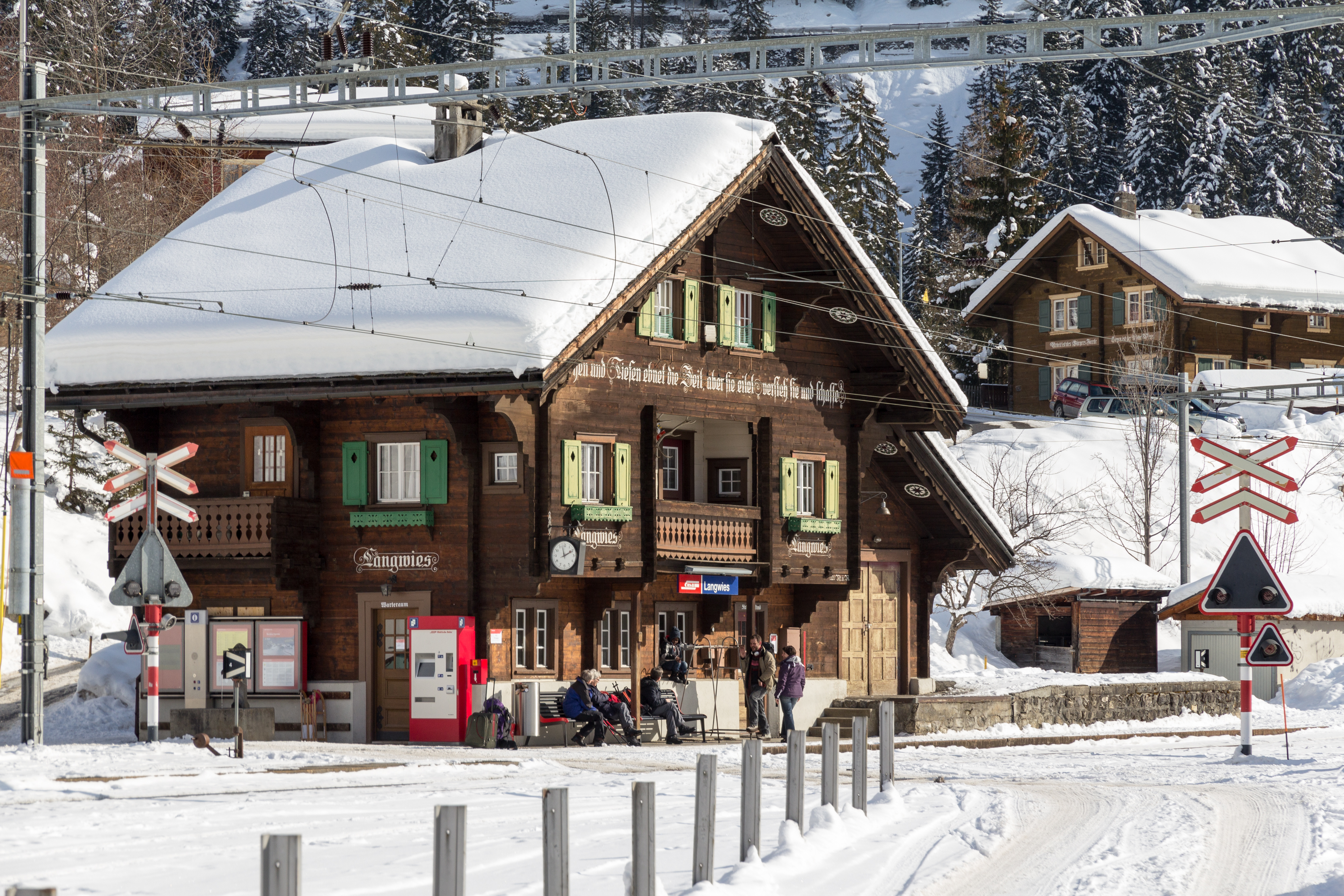
Bahnhof Langwies

Durch Langwies führt die Schanfiggerstrasse. Die ehemalige Gemeinde ist durch die Bahnhöfe Langwies GR und Litzirüti an der 1914 eröffneten Bahnstrecke Chur–Arosa der Rhätischen Bahn an das Netz des öffentlichen Verkehrs angeschlossen. Langwies wäre neben Arosa ein möglicher Ausgangspunkt einer zurzeit noch visionären Eisenbahnverbindung zwischen dem Schanfigg und der Landschaft Davos.
Bis 1877 war der Weg über den Strelapass nach Davos die wichtigste Verbindung zur Aussenwelt. Mit der Fertigstellung der Strasse Chur–Langwies hat sich die Orientierung Richtung Chur geändert. Seit 1890 besteht auch eine Strassenverbindung hinauf nach Arosa. Der nächstgelegene Autobahnanschluss ist Chur-Nord (von Sargans her) respektive Chur-Süd (von Reichenau her) an der A13.

## Bildung
Bereits im 17. Jahrhundert gab es eine Art Schulunterricht in der damaligen Gemeinde. Im 19. Jahrhundert pendelte die Dorfschule zwischen den drei Grosssiedlungen Fondei, Sapün und Dorf Langwies umher oder wurde parallel geführt. Ab 1903 gab es eine zentrale Schule im Dorf. 2022 gab es im Ort einen Kindergarten, aber keine Primarschule mehr; die Primarschüler besuchen nun die Schule in Arosa.

## Sehenswürdigkeiten

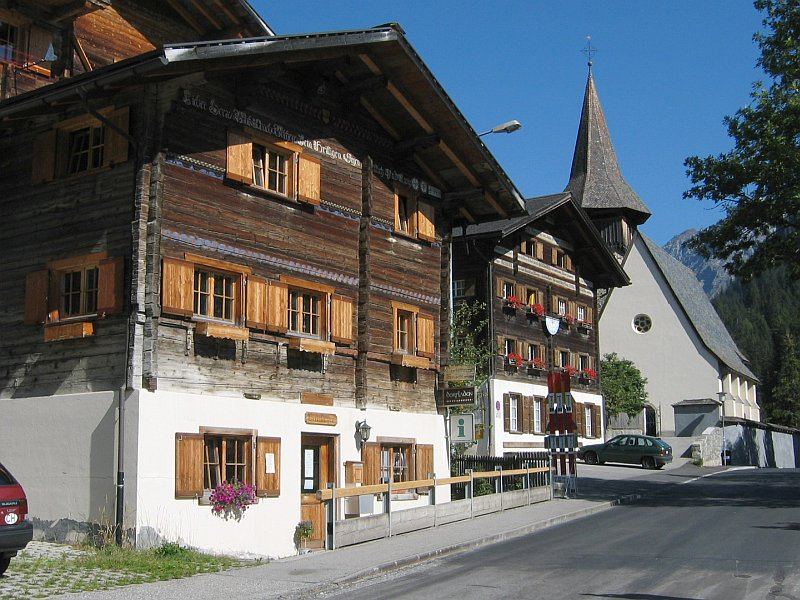
Langwies Platz

Wahrzeichen von Langwies ist der 1914 fertiggestellte Langwieser Viadukt der Rhätischen Bahn, der als 284 m lange Stahlbetonkonstruktion in einer Höhe von 62 m die Plessur und den Sapünerbach überspannt.
Weiter sehenswert sind die Steinmannli genannten Erdpyramiden und der Gründjitobel-Viadukt im Gründjitobel, nahe der westlichen Gemeindegrenze.
Sehenswert ist auch die reformierte Dorfkirche, die bis zur Reformation Marienkirche hiess. Vom ersten Kirchenbau aus den Jahren 1384–85 stammen der Turm, die Mauern des Kirchenschiffs sowie einige Malereien. 1488 erfolgte ein Umbau im spätgotischen Stil.

## Persönlichkeiten
- Sepp und Carlo Simonelli  (Engadiner Ländlerfründa)
- Regula Engel-Egli
- Jöri Mattli
- Jan Camenisch

## Sonstiges
Da die Frauen angeblich im seither so genannten Frauentobel an der Grenze zwischen Ausser- und Innerschanfigg im Jahr 1622 die anrückenden österreichischen Truppen zurückschlugen, dürfen sie beim Gottesdienstbesuch immer als Erste zum Abendmahl gehen.
Eines der bekanntesten Volkslieder der Walser ist das Langwieser Lied mit der Eingangszeile Mis Büeli geit über Sapünerstäg i.
1985 wurde einen halben Kilometer südlich des Ortes ein 16,5 Gramm schwerer Steinmeteorit des Typs H6 gefunden. Er wurde unter dem offiziellen Namen Langwies registriert.